# Alfons XI., kralj Kastilje
Alfons XI. (1311. – 1350.) bio je španjolski vladar, kralj Kastilje i Leona. Rođen 13. kolovoza 1311. u Salamanki, Alfons je bio sin kralja Ferdinanda IV. Kastiljskoga i njegove supruge Konstancije Portugalske te unuk kralja Sanča IV. i njegove sestrične Marije de Moline.
Nakon smrti Alfonsova oca, nekoliko je osoba dijelilo regentstvo, uključujući Mariju de Molinu, koja je žestoko branila unuka. Marija je dijelila regentstvo sa Alfonsovom majkom te sa infantom Ivanom Kastiljskim, sinom Alfonsa X. Alfons je naslijedio tron u doba nestabilnosti, pada moći i ambicioznih regenta.
Opisan kao muškarac „svijetle kože“, Alfons je de facto zavladao u kolovozu 1325. godine. Alfons se okrunio 1332. te je poznat kao „Osvetnik“.
Alfons XI. umro je od kuge u ožujku 1350. te je jedna od najpoznatijih žrtava „crne smrti“. Alfonsa je naslijedio sin Petar, kojeg je rodila Marija Portugalska. Sin kralja Alfonsa i njegove ljubavnice bio je kralj Henrik II. Kastiljski.